# 須田銓造
須田 銓造（すだ せんぞう、1898年（明治31年）4月24日 - 没年不明）は、昭和時代前期の公吏。東京市赤坂区長、日本橋区長、浅草区長。

## 経歴
須田勝三郎の二男として大阪市に生まれる。1923年（大正12年）京都帝国大学経済学部を卒業し東京市に奉職する。同市商工課勤務、神田、江東各青果市場勤務、中央卸売市場企画課長、同監理課長を務めた。その後、赤坂区長、日本橋区長、浅草区長を歴任した。